# ESL (公司)
ESL Gaming GmbH，曾經名为電子競技聯盟（Electronic Sports League，簡稱：ESL），是全球最大的負責組織和舉辦电子竞技賽事的電子競技公司。 在目前開業的電子競技公司中ESL也是歷史最悠久的。 而在Twitch上所有電子競技公司舉辦的賽事中ESL舉辦的賽事收看的時間也是最多的。 ESL总部设在德國科隆。ESL在全球拥有11个办事处和多个国际电视演播室。

## 历史

2019年2月之前的ESL圖標

電子競技聯盟（Electronic Sports League）成立于2000年，前身為Deutsche Clanliga，成立于1997年。
2015年，ESL舉辦的的Intel Extreme Masters Katowice是当时最受关注的电子竞技賽事。 该活动的現場觀賽人数超过100,000，Twitch上的观众人数超过100万。
2015年7月，現代時代集團（MTG）以8600万美元的价格从ESL母公司Turtle Entertainment购买了74％的股份。
2015年8月，ESL与发行商Valve在朗盛體育館举办了ESL One Cologne 2015，當時有16个戰隊参加了《反恐精英：全球攻势》賽事。 这场賽事吸引了超过2700万观众， 使它成为当时规模最大、观看次数最多的《反恐精英：全球攻势》賽事。
2015年10月，ESL在麦迪逊广场花园舉辦了Dota 2冠军赛。 同月，ESL与ArenaNet合作組織了ESL激战2职业联盟，这是七个ESL官方职业联盟之一。
2022年，沙烏地阿拉伯公共投資基金旗下的控股公司Savvy Games Group宣布将以15亿美元的价格收购ESL和电子竞技平台FACEIT。 作为收购的一部分，ESL和FACEIT将合并并组建ESL FaceIt Group。新公司将由ESL首席执行官Craig Levine和FACEIT首席执行官Niccolo Maisto领导，并由ESL联合创始人Ralf Reichert担任执行主席。

## 相關賽事
ESL 在全球舉辦比賽，與暴雪娛樂、Riot Games、Valve、微軟、Wargaming 等發行商合作，每年舉辦數千場遊戲比賽。ESL 選手在國內和國際層面都獲得支持。他們舉辦的一些比較著名的比賽包括：

### Intel Extreme Masters
英特爾極限大師賽是世界上歷史最悠久的全球電競錦標賽系列。

### DreamHack
在 DreamHack 於 2020 年與 ESL 合併後，《CS：GO》賽事 DreamHack Open 更名為 ESL Challengers，而 DreamHack Masters 賽事停止舉辦。《星海爭霸II》賽事則保留了 DreamHack 的名稱。

### EWC
為電競世界盃基金會主辦的電競賽事，並由 ESL 監督比賽。